# Dead prez
Dead Prez, stylisé dead prez, est un groupe de hip-hop américain, originaire de Floride. Leur célébrité est due à leur style percutant et à leurs textes engagés. Ces derniers ont pour thème le racisme, la pédagogie critique, l'activisme contre l'hypocrisie des différents gouvernements américains, et le contrôle tentaculaire des grandes entreprises sur les médias, en particulier sur les labels de hip-hop. Le nom du groupe fait référence aux « Dead Presidents » (« présidents morts ») qui figurent sur les billets de dollar américains.

## Biographie
En 1990, M-1, originaire de Brooklyn, étudie à la Florida Agricultural and Mechanical University (FAMU) de Tallahassee, une université dans laquelle il fait la rencontre de stic.man, et trouve avec lui des points communs dans le domaine musical, en particulier le hip-hop, et une même idéologie politique. Le duo s'intéresse à cette période aux Black Panthers et au pan-africanisme. M-1 s'inscrit à l'International Democratic People's Uhuru Movement (InPDUM) de Chicago pour trois ans pendant que stic.man reste en Floride, où il commence à éprouver plusieurs difficultés. Motivé par les travaux qu'il y effectue, M-1 décide qu'il est temps de se concentrer sur la musique et stic.man approuve. Dans une entrevue accordée au site HipHopDX, M-1 confie : « Pour moi, tout a commencé quand je l'ai rencontré [stic.man]. [...] J'ai rencontré stic puis j'ai emménagé en Floride pour démarrer un nouveau chapitre dans ma vie. Ma famille se défonçait à la cocaïne, comme toutes les autres familles autour de nous. On s'est alors mis à analyser le monde... »
Dead Prez signe un contrat avec Loud Records en 1996. En 1998, le groupe collabore avec Big Pun sur son album Capital Punishment, publié en 1998, tout en publiant leurs propres singles tels que Police State with Chairman Omali en 1998, et It's Bigger Than Hip-Hop en 1999. Leur premier album, Let's Get Free, est publié le 8 février 2000. L'album, produit par Lord Jamar de Brand Nubian et Kanye West, se compose de paroles profondes dédiées aux problèmes de l'époque auxquelles la communauté du hip-hop fut confrontée, tels que le système éducatif, le racisme, la liberté d'expression, et la brutalité policière. L'album est bien accueilli par la presse spécialisée, et atteint la 22e place des R&B Albums ainsi que la 73e place du classement Billboard 200. Il remporte également un franc succès auprès des collectionneurs et de nombreuses personnes qui se sentent concernées par les problèmes que le groupe cite dans son album. Deux singles extraits de l'album, It s Bigger Than Hip-Hop et Hip-Hop, rencontrent également le succès, et se classent respectivement à la 43e et 49e places des Hot Rap Singles. La version instrumentale du single Hip-Hop est utilisée par Dave Chappelle comme générique de son émission sur la chaîne américaine Comedy Central.
En 2002, dead prez publie sa première mixtape Turn off the Radio: The Mixtape Vol. 1, suivie de Turn off the Radio: The Mixtape Vol. 2: Get Free or Die Tryin' en 2003. Le 30 mars 2004, le groupe publie son deuxième album, RBG: Revolutionary But Gangsta au label Columbia Records. Il rencontre un bon accueil critique, et se classe à la 14e place des R&B Albums, et la 60e place du Billboard 200.
En 2006, les deux rappeurs apparaissent dans le documentaire réalisé par Michel Gondry Dave Chappelle's Block Party. La même année, avec les anciens acolytes de 2Pac, Outlawz, ils sortent un album intitulé Can't Sell Dope Forever. La chanson Hell Yeah se retrouve sur la bande originale du film 2 Fast 2 Furious.
En 2012, ils publient leur troisième album, Information Age, une production plus futuriste axée electro, toujours dans le même contexte politique.

## Discographie

### Albums studio
- 2000 : Let's Get Free
- 2004 : RBG: Revolutionary But Gangsta
- 2012 : Information Age

### Album live
- 2008 : Live in San Francisco

### Mixtapes
- 2002 : Turn Off the Radio: The Mixtape Vol. 1
- 2003 : Turn Off the Radio: The Mixtape Vol. 2: Get Free or Die Tryin'
- 2009 : Turn Off the Radio: The Mixtape Vol. 3: Pulse of the People
- 2010 : Turn Off the Radio Vol. 4: Revolutionary but Gangsta Grillz

### Collaborations
- 2006 : Can't Sell Dope Forever (avec Outlawz)
- 2006 : Soldier 2 Soldier (avec Stic.man & Young Noble)

### Albums solo
- 2006 : Confidential (M-1)
- 2007 : Manhood (Stic.man)
- 2011 : The Workout (Stic.man)

## Filmographie
- 1999 : Whiteboyz